# Pablo Montes (Leichtathlet)
Pablo Montes Casanova (* 23. November 1945 in Havanna; † 26. Oktober 2008 ebenda) war ein kubanischer Sprinter.
Bei den Panamerikanischen Spielen 1967 in Winnipeg gelang ihm der Durchbruch in die Weltspitze. In 21,0 s gewann er die Bronzemedaille im 200-Meter-Lauf hinter den US-Amerikanern John Carlos und Jerry Bright, über 400 Meter belegte er den sechsten Platz. Mit der kubanischen Staffel gewann er die Silbermedaille hinter der US-Staffel. 
Im Jahr darauf wurde er bei den Olympischen Spielen in Mexiko-Stadt Vierter im 100-Meter-Lauf in 10,14 s hinter Jim Hines, Lennox Miller und Charles Greene. In der 4-mal-100-Meter-Staffel hatten die Jamaikaner um Lennox Miller im Halbfinale den Weltrekord auf 38,39 s verbessert. Im Finale siegten die US-Amerikaner um Greene und Hines in der Weltrekordzeit von 38,24 s, und die Kubaner mit Hermes Ramírez, Juan Morales, Montes und Enrique Figuerola kamen in 38,40 Sekunden vor den Franzosen und den Jamaikanern als Zweite ins Ziel. 
Seinen größten Erfolg feierte Montes bei den Zentralamerika- und Karibikspielen 1970 in Panama, als er über 100 Meter, 200 Meter und in der Staffel Gold gewann. 1971 erhielt er Bronze auf beiden Sprintstrecken bei den Zentralamerika- und Karibikmeisterschaften. Bei den Panamerikanischen Spielen 1971 belegte er den vierten Platz über 100 Meter und gewann Silber in der Staffel. Bei seiner zweiten Olympiateilnahme 1972 in München trat Montes nur in der Stafette an, die im Halbfinale ausschied. 1975 gewann er noch einmal Staffelsilber bei den Panamerikanischen Spielen, zum dritten Mal in Folge.
Pablo Montes ist 1,84 Meter groß und wog in seiner aktiven Zeit 83 kg. Nach seiner Karriere wurde er Sportfunktionär und war zuletzt im kubanischen Leichtathletikverband für den Seniorensport zuständig.